# Toivo Loukola
Toivo Aarne Loukola (2. října 1902, Kortesjärvi – 10. ledna 1984, Helsinki) byl finský atlet, olympijský vítěz na trati 3000 metrů překážek.

## Sportovní kariéra
Měsíc před olympiádou v roce 1928 vytvořil neoficiální světový rekord v běhu na 3000 metrů překážek časem 9:25,2. Stal se tak favoritem olympijského finále na této trati spolu s krajany Nurmim a Ritolou. Ritola, vyčerpaný z vítězného závodu na 5000 metrů den předtím, závod nedokončil. Loukola se odpoutal od Nurmiho po dvou kilometrech závodu a zvítězil o bezmála 10 sekund v novém světovém rekordu 9:21,8. Na této olympiádě startoval rovněž v závodu na 10 000 metrů, kde doběhl sedmý.

## Osobní rekordy
- Běh 1500 metrů – 3:58,2
- Běh 5 000 metrů – 14:48,1
- Běh na 10 000 metrů – 31:12,9
- Běh na 3000 metrů překážek – 9:21,8